# Gilbert & George

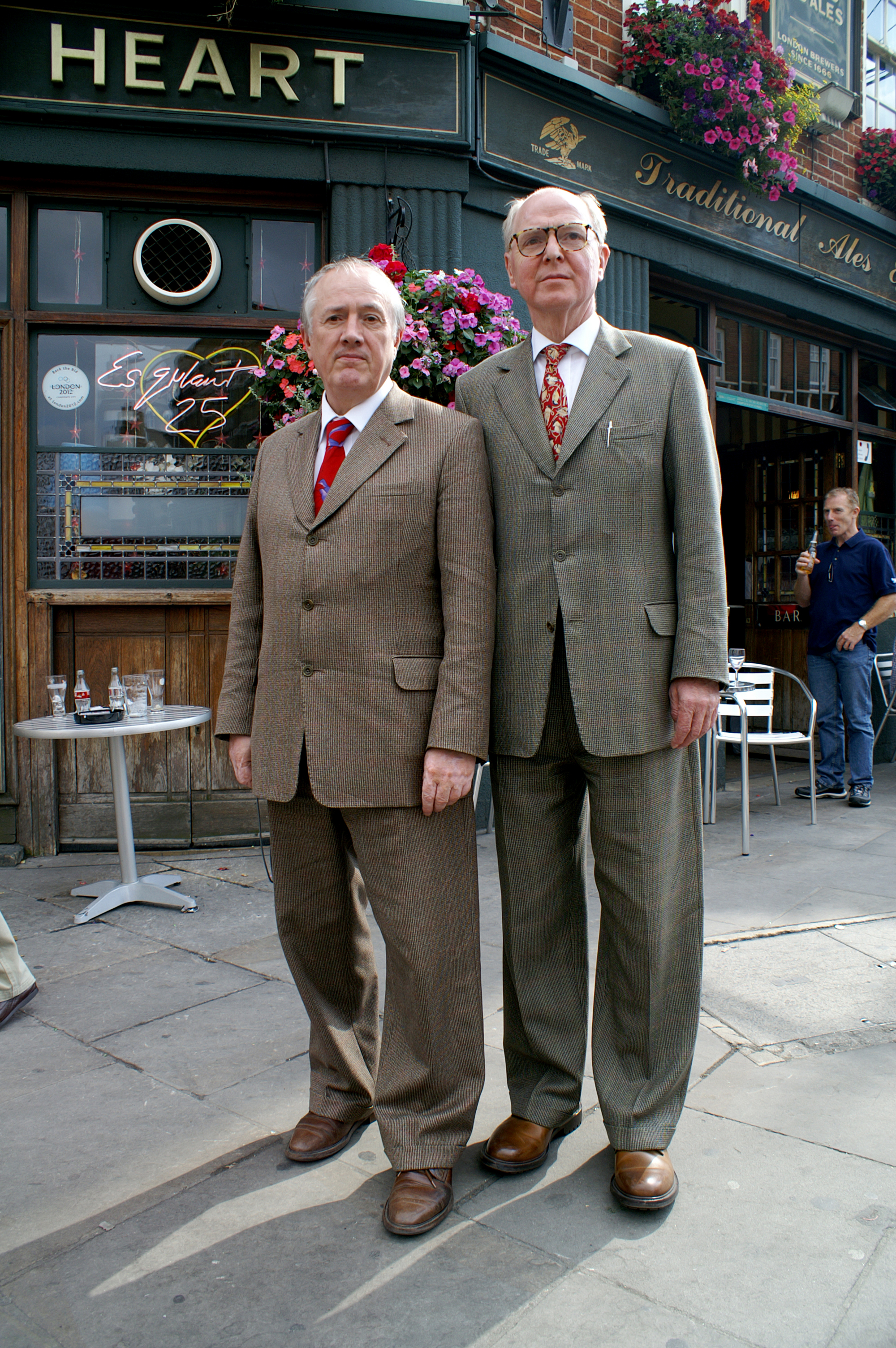
Gilbert & George, 2007.

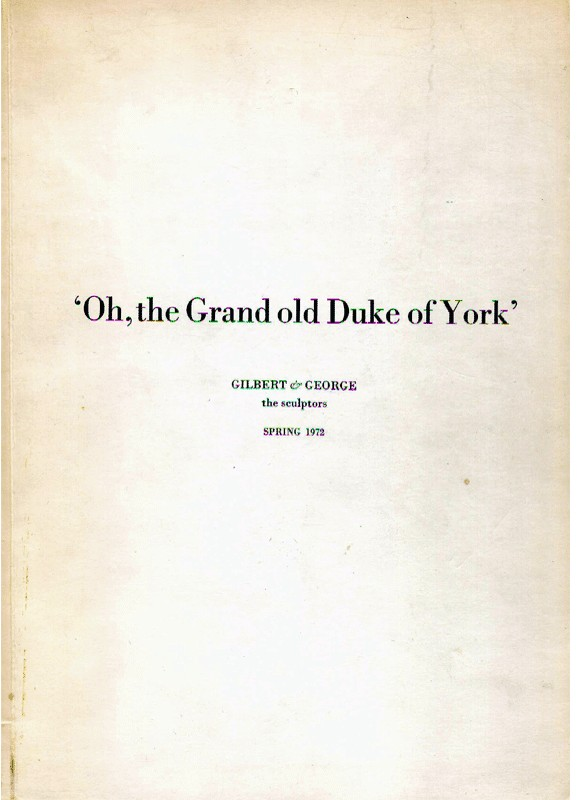
Oh, the grand old Duke of York, Gilbert & George, 1972

Gilbert & George is een Engels-Italiaans kunstenaarsduo, bestaande uit Gilbert Prousch (San Martin de Tor (Italië), 11 september 1943), en George Passmore (Plymouth (Engeland), 8 januari, 1942). Hun carrière als kunstenaarsduo begon in de late jaren zestig en duurt nog altijd voort.
Gilbert & George werden bekend met performances en grote fotowerken achter glas. Ze zijn wegbereiders geweest voor performance-kunst, videokunst en conceptuele kunst. Het werk reflecteert wat zij als morele factor beschouwen, zoals leven en dood of goed en kwaad. Gilbert and George hebben invloed gehad op onder meer de Young British Artists, zoals Tracey Emin, Damien Hirst en Marc Quinn.

## Studietijd
Gilbert & George ontmoetten elkaar tijdens hun studie aan de St. Martins School of Art (nu bekend als Central Saint Martins College of Art and Design) in Londen, waar ze na studies op enkele academies allebei terecht waren gekomen. Ze beweerden altijd dat de reden dat zij hier hun kunstenaarsduo vormden was dat George de enige was die Gilberts gebroken Engels - zijn moedertaal is Ladinisch, een Retro-Romaanse variëteit - kon begrijpen. In een interview met de Daily Telegraph op 28 mei 2002 zeiden ze echter dat het liefde op het eerste gezicht was. Hoewel aangenomen wordt dat Gilbert en George geliefden zijn, geven zij hierover geen uitsluitsel. In 2008 ging het gerucht dat ze waren getrouwd.

## Vroeg werk
Een vroeg opgemerkt werk van Gilbert & George was Singing sculptures uit 1969 waarbij zij zichzelf als zingende standbeelden opstelden en de evergreen Underneath the Arches zongen. Het idee van het levende standbeeld dat hieruit voortkwam, werd door Gilbert and George uitgewerkt en vormt een fundament voor hun latere, kenmerkende foto-installaties.
Na Singing sculptures werden Gilbert and George wereldwijd gevraagd voor deze performance. Vanwege de onmogelijkheid hiervan besloten zij het werk te filmen en te fotograferen, hetgeen ook van invloed was op het ontstaan van de fotowerken.
Na Singing sculptures kwam in de jaren 70 een periode waarin Gilbert and George meerdere werken maakten over dronkenschap. Behalve hun eigen verklaring dat dit een commentaar was op de kunstwereld uit die tijd waarbinnen iedereen dronk, wordt het ook gezien als een voorbode van het slapstickachtige dat zich in het werk van Gilbert and George manifesteert. Het werk Smashed is een performancevideo waarop Gilbert foto's van George maakt en George foto's van Gilbert maakt, beiden in beschonken toestand. De video en bijbehorende performance Gordon's makes us very drunk bestaat uit Gilbert & George die samen Gordon's gin drinken en naar Elgar en Grieg luisteren en eens in de zoveel tijd zeggen: "Gordon's makes us very drunk" (Gordon's maakt ons erg dronken).
De vrijwel identieke zakelijke Britse kostuums waarmee de heren zich kleden, groeiden geleidelijk uit tot een soort uniform. Daarzonder verschijnen zij vrijwel nooit meer in het openbaar. Bovendien komt het ook nagenoeg nooit voor, dat een van beiden ergens gezien wordt zonder de ander. Zij weigeren hun performances los te zien van hun dagelijks leven en verklaren eenvoudigweg alles wat zij doen tot kunst.

## Later werk
Na een serie performances begonnen Gilbert and George met fotomontages. Deze werden in eerste instantie uitgevoerd in donkere kleuren maar al snel werden de kleuren feller. Vaak wordt sperma, bloed, urine, uitwerpselen of braaksel afgebeeld. Soms leidt het werk hierdoor tot controverse. Gilbert and George zelf verschijnen vaak in het werk en ook verbeelden zij mensen uit hun omgeving. Het duo beschikt over assistenten, waartoe ook enige tijd de gebroeders Chapman behoorden.
Gilbert and George beginnen vaak foto's te maken zonder plan vooraf en houden deze series soms jaren vol zonder precies te weten waarom. De afbeeldingen worden opgeslagen in dozen in het atelier en op het moment dat een afbeelding nodig is, is deze voorhanden.
In 1986 wonnen Gilbert and George de Turner Prize. In 2005 vertegenwoordigden zij Engeland op de Biënnale van Venetië. In de eerste helft van 2007 is er een grote overzichtstentoonstelling met meer dan 200 werken van Gilbert & George in de Tate Modern. Voor de Tate Modern een bijzondere primeur, omdat normaliter het werk van Britse kunstenaars uitsluitend in de Tate Britain is te zien, terwijl de Tate Modern zich vooral richt op kunstenaars van internationale naam.
Op 8 mei 2007 hebben Gilbert & George voor het eerst een werk via internet naar het grote publiek verspreid. Dit gebeurde simultaan via de online-editie van de Britse krant The Guardian en de website van het BBC-programma Imagine, dat die dag naar aanleiding van de grote overzichtstentoonstelling in de Tate Modern een documentaire over het duo uitzond. Het gratis kunstwerk, getiteld 'Planed' en opgebouwd uit een negental jpeg-bestanden, was na afloop van de uitzending voor een periode van 48 uur gratis te downloaden in een lage- zowel als een hoge-resolutie versie, met de bedoeling dat de downloader het op zijn of haar eigen printer zou afdrukken en inlijsten. De titel verwijst naar de platanen die langs veel Londense straten staan.
Op 15 december 2010 heeft het Kröller-Müller Museum in Otterlo het werk de The Paintings (with us in the nature) aangekocht.

## Prijzen
In 1981 hebben Gilbert and George de Regione Lazio Award (Torino) gewonnen, in 1986 de Turner Prize, in 1989 de Special International Award (Los Angeles), in 2007 de South Bank Award en de Lorenzo il Magnifico Award (Florence).
In 2005 vertegenwoordigden zij het Verenigd Koninkrijk op de Venice Biennale. De collectie in Tate Modern in 2007 was de grootste die ooit in de galerij is tentoongesteld.
In december 2008 kregen Gilbert and George een eredoctoraat van de London Metropolitan University.
In oktober 2010 kregen Gilbert and George de eretitel "Magister Artium Gandensis" van de Hogeschool Gent.

## Werk in openbare collecties (selectie)
- Bonnefantenmuseum, Maastricht
- Kröller-Müller Museum, Otterlo
- Stedelijk Museum Amsterdam
- Tate Modern, Londen